# Bernard van Risen Burgh

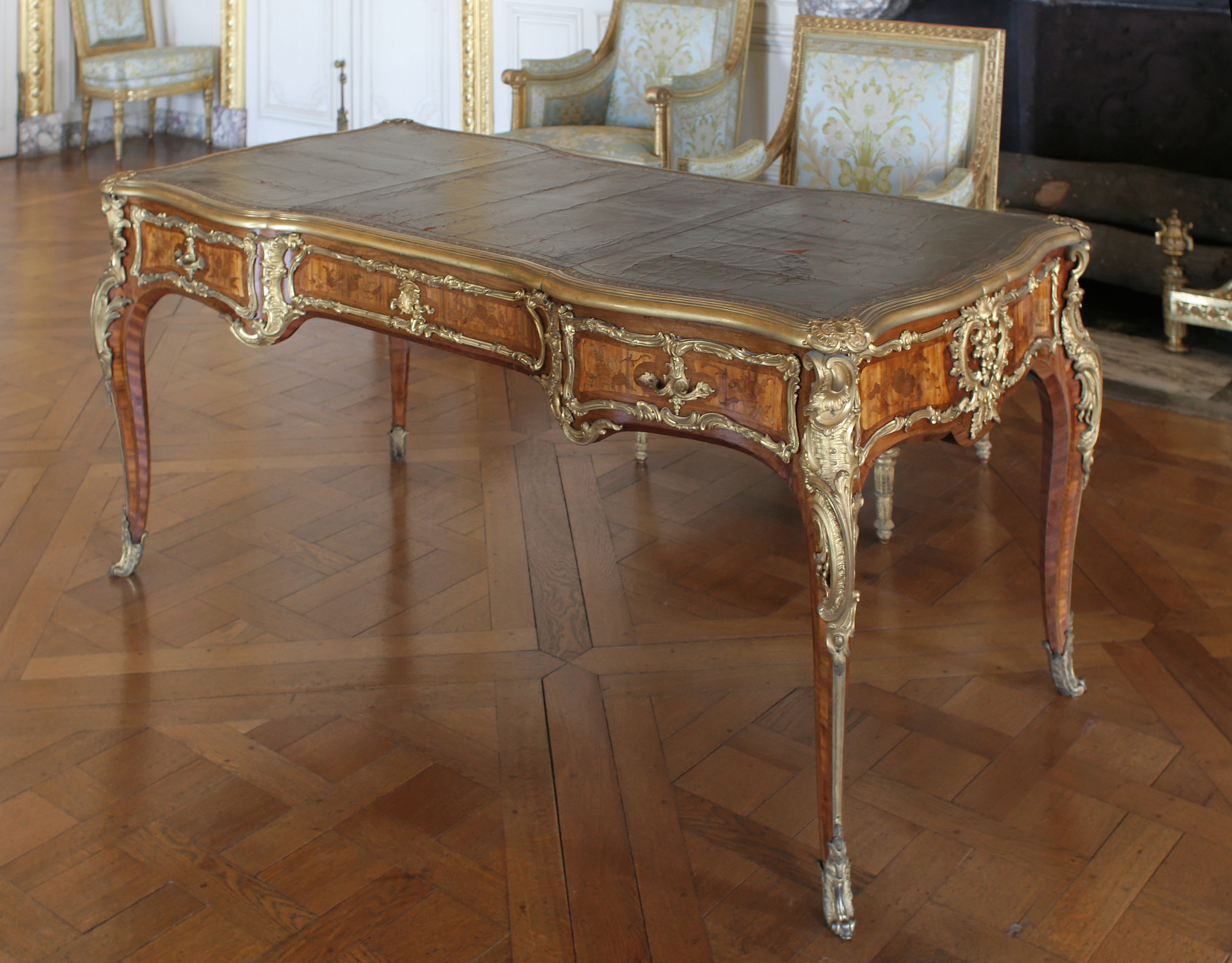
Bureau plat per BVRB, lliurat el 1745 per al Grand cabinet du Dauphin, Versailles

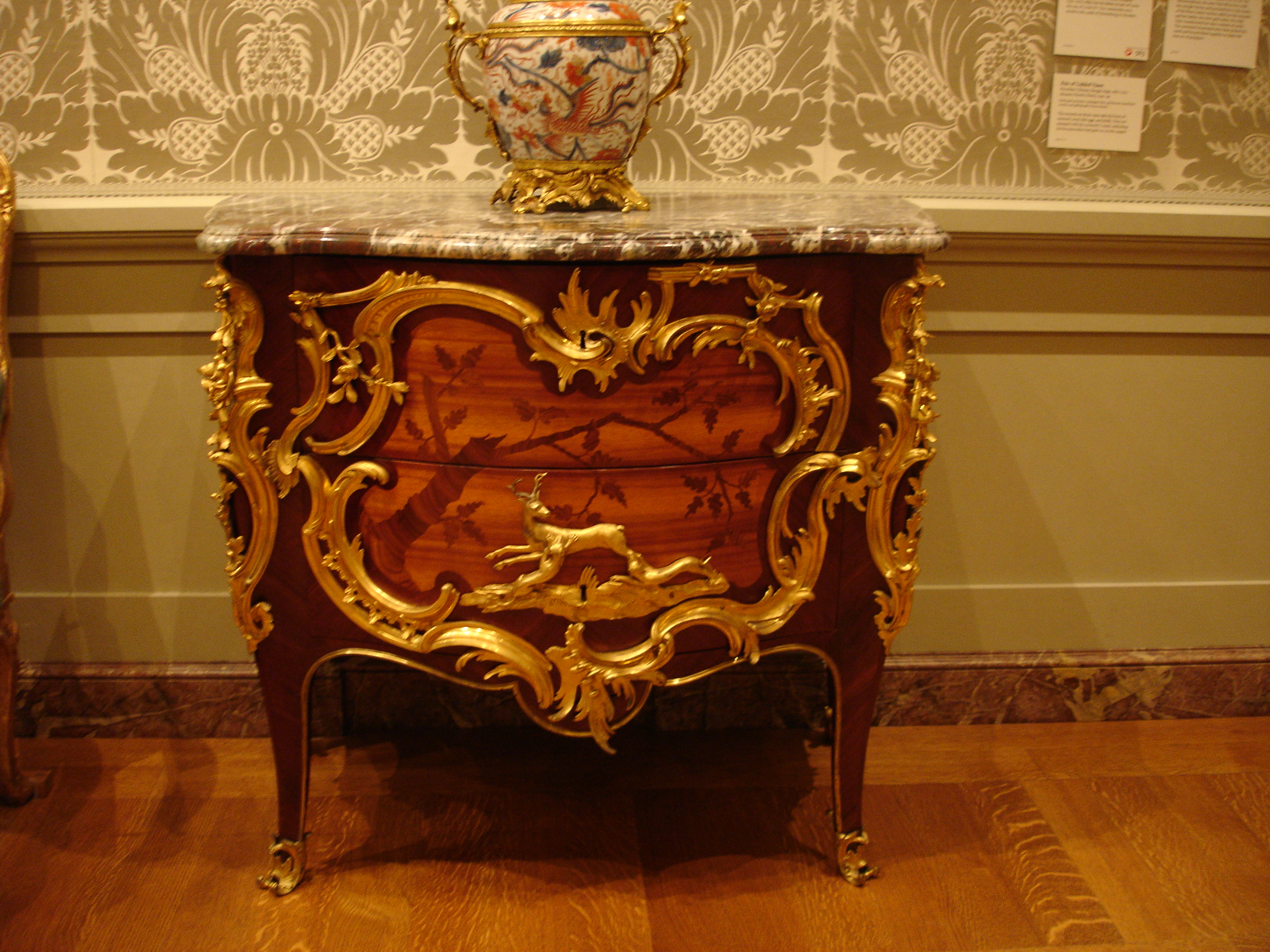
Una de les còmodes per BVRB, c1750 (J. Paul Getty Museum)

Bernard II van Risamburgh, de vegades dit Risen Burgh (actiu des de 1730 — després de febrer de 1767) va ser un ebenista parisenc d'origen neerlandès i francès, un dels més destacables de l'estil Rococó. Va ser un dels grans mestres de l'estil desenvolupat durant el regnat de Louis XV." (Watson 1966:560f); "sense dubte un dels grans mestres del segle xviii " (Theodore Dell, The Frick Collection. V. Furniture, 1992:294).

El seu pare, Bernard I van Risamburgh, (mort el 1738), nascut a la província de Groningen, ja treballava a París el 1696, vivia al districte dels ebenistes Faubourg Saint-Antoine, i es va casar amb una dona francesa. Les inicials de Bernard II BVRB van ser impreses en els seus mobles d'acord amb la normativa,dificulten actualment la determinació de l'autoria 

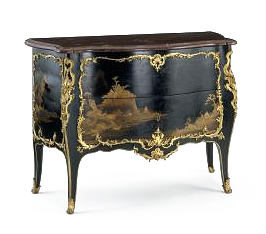
Còmoda lacada per Bernard II van Risenburgh, París, ca 1750-60 (Victoria and Albert Museum)